# Бангертер, Макс
Макс Бангертер (нем. Max Bangerter; 1911—1997) — швейцарский спортсмен (спортивная гимнастика) и функционер.

## Биография и карьера
Родился 23 января 1911 года в Швейцарии.
Гимнастике отдал более 60 лет жизни. Сначала занимался ею сам, был членом гимнастического клуба города Aarburg. Затем стал функционером — был членом Швейцарской федерации гимнастики с 1926 года.
С 1956 по 1962 год Бангертер был секретарем Швейцарской федерации гимнастики. С 1966 по 1988 год являлся генеральным секретарем Международной федерации гимнастики (FIG).
Был популярной фигурой в мире гимнастики, был почетным членом нескольких гимнастических обществ и федераций, включая британскую Ассоциации любительской гимнастики (British Amateur Gymnastics Association).
В 1982 году Макс Бангертер был удостоен Олимпийского ордена от Международного олимпийского комитета за его значительный вклад в гимнастику. Он стал одним из немногих гимнастических личностей, которые когда-либо удостаивались этим знаком отличия МОК.
Интересно, что 13 августа 1981 года, будучи генеральным секретарём Международной федерации гимнастики, Макс Бангертер с супругой посетил с неофициальным дружеским визитом Иркутск. Сопровождал их президент Международной федерации гимнастики, Олимпийский чемпион 1956 года Юрий Титов.
Умер 11 ноября 1997 года. Навсегда запомнился как один из величайших послов спорта.
В 2003 году Макс Бангертер был включён в Международный зал славы гимнастики.